# Nhà thờ chính tòa Sevilla

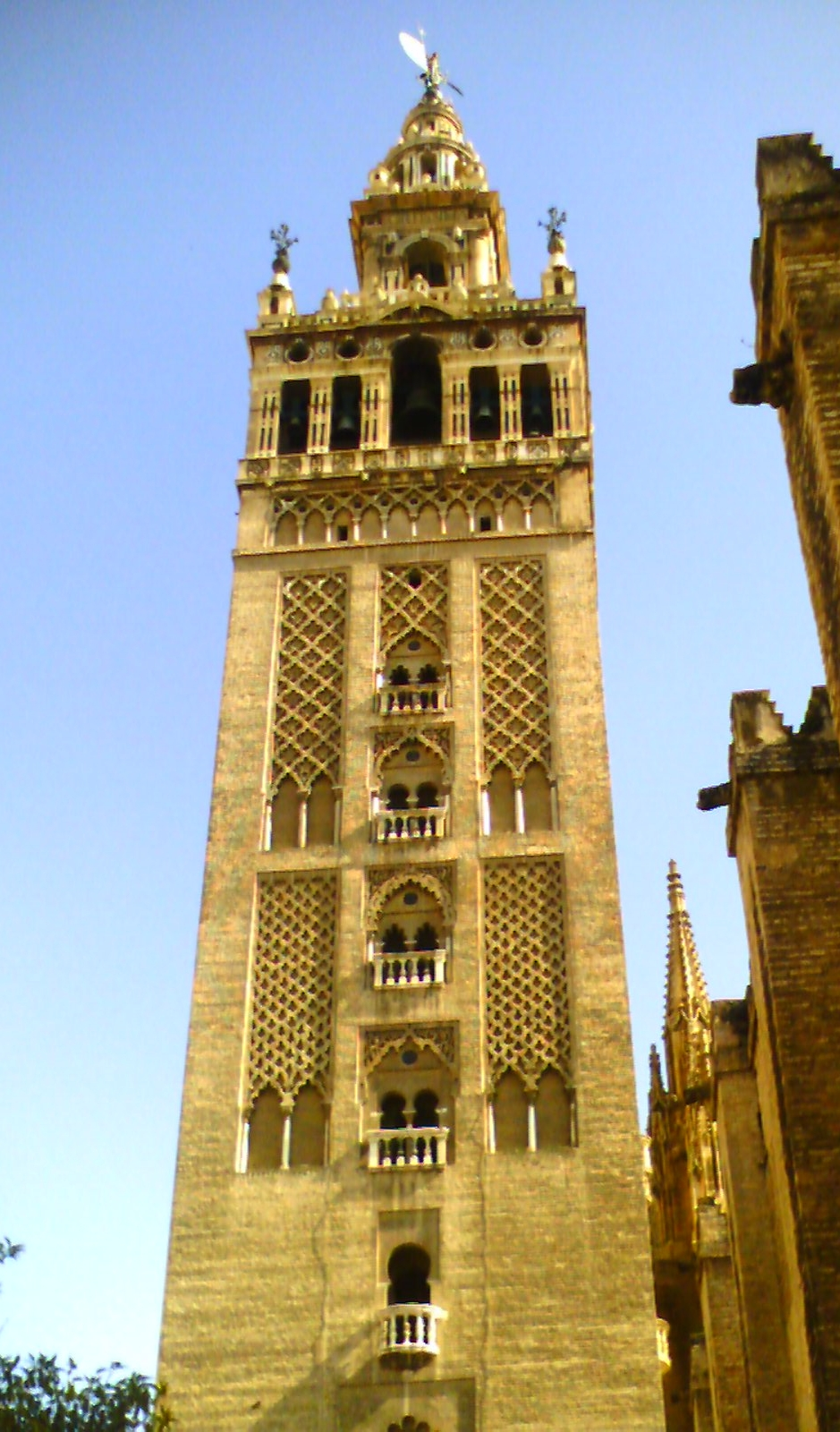
Tháp Giralda

Nhà thờ chính tòa Sevilla, cũng gọi là Catedral de Santa María de la Sede (Nhà thờ chính tòa Ngai Tòa Đức Mẹ Maria) là nhà thờ chính tòa tại thành phố Sevilla, vùng Andalusia, Tây Ban Nha. Đây là nhà thờ chính tòa theo lối kiến trúc Gothic lớn nhất và là nhà thờ chính tòa lớn thứ tư trên thế giới.

## Mô tả
Việc xây dựng nhà thờ chính tòa này bắt đầu từ năm 1402 và tiếp tục cho tới thế kỷ thứ 16. Nhà thờ này có chiều dài 115 m, chiều rộng 76 m và chiều cao của mái vòm ở gian giữa là 42 m.
Bên trong được trang trí quá xa xỉ, với lượng vàng khá lớn. Sau bàn thờ chính, là bức điêu khắc trang trí theo lối gothic, mô tả các cảnh cuộc đời của Chúa Giêsu. Đây là công trình suốt đời của một thợ thủ công tên là Pierre Dancart.
Các người xây dựng đã sử dụng một số cột và thành phần kiến trúc khác từ đền thờ Hồi giáo cũ, và nhất là tháp từ đền thờ Hồi giáo cũ này được cải tạo lại thành tháp chuông Giralda. Tháp chuông này cũng là biểu tượng nổi tiếng nhất của thành phố.
Nhà thờ chính tòa này được xây để biểu lộ sự thịnh vượng của thành phố Sevilla thời đó vì là một trung tâm thương mại phồn thịnh, sau cuộc Reconquista (người Kitô giáo tái chiếm bán đảo Iberia từ tay người Hồi giáo).

## Nơi an táng
- Ferdinand III of Castile
- Elisabeth of Hohenstaufen

## Hình ảnh

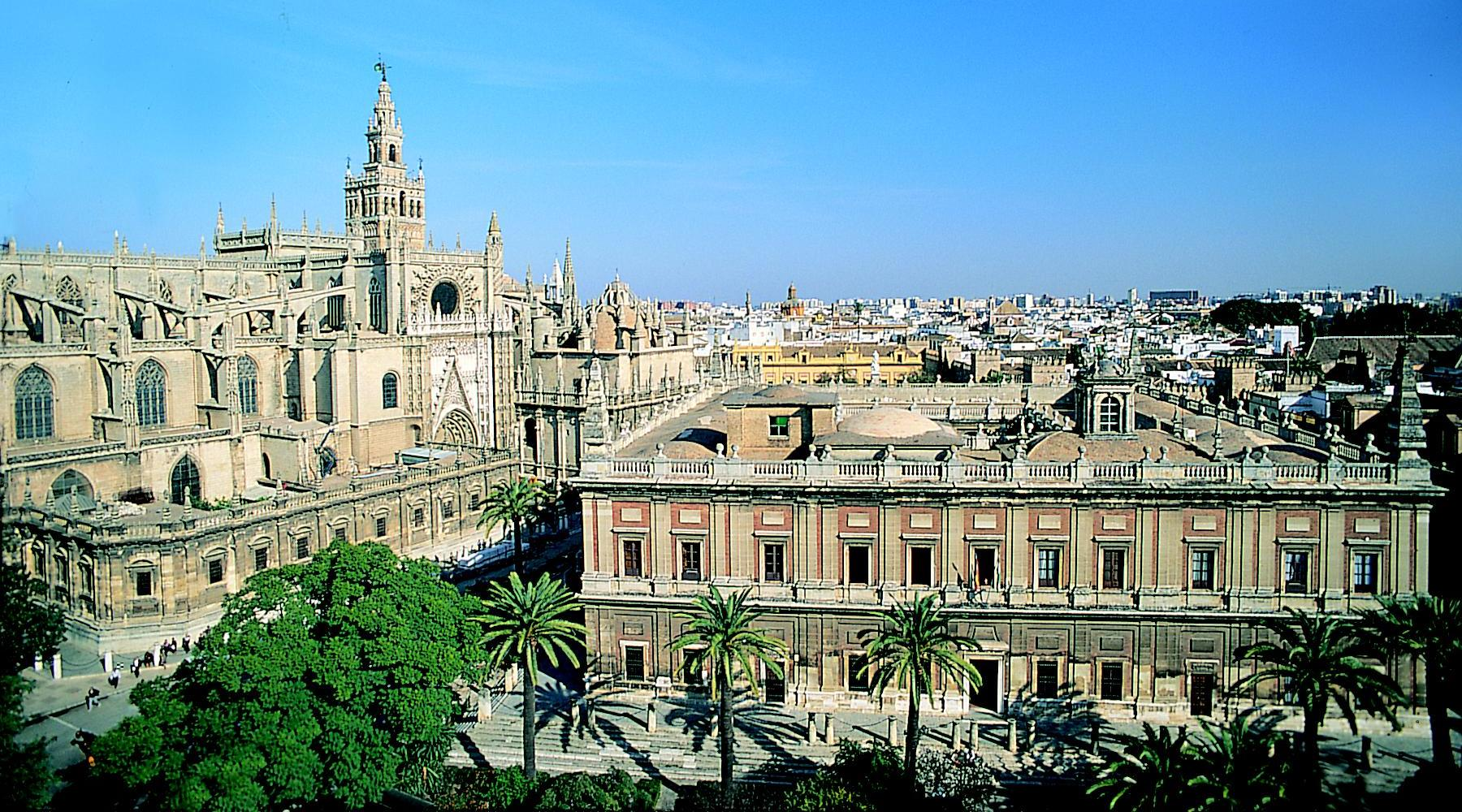
Nhà thờ chính tòa Sevilla (bên trái)
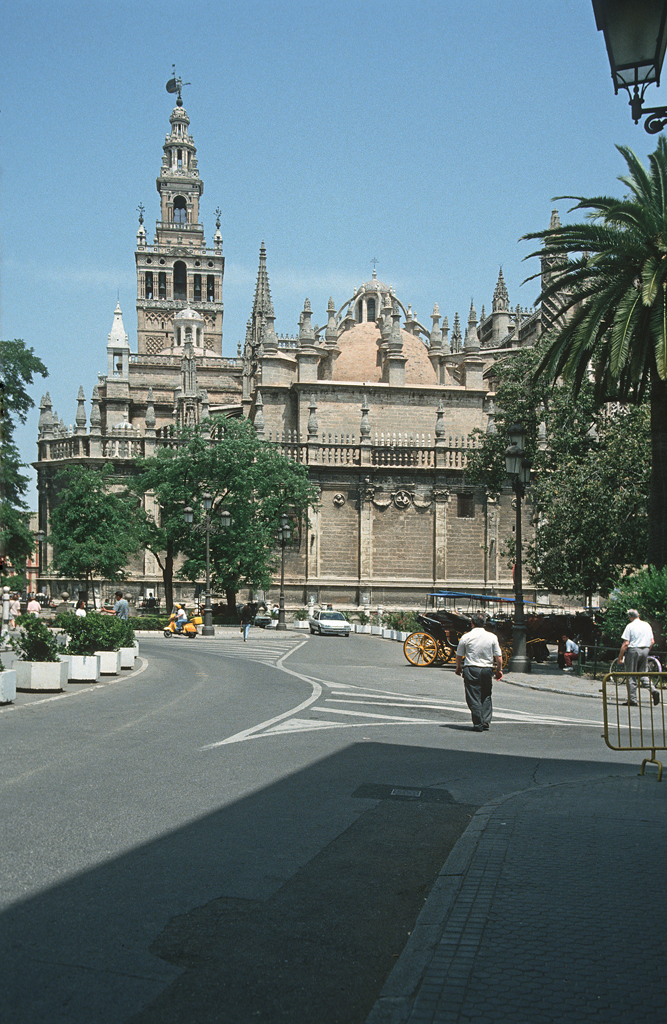
Exterior of the Cathedral (South view)
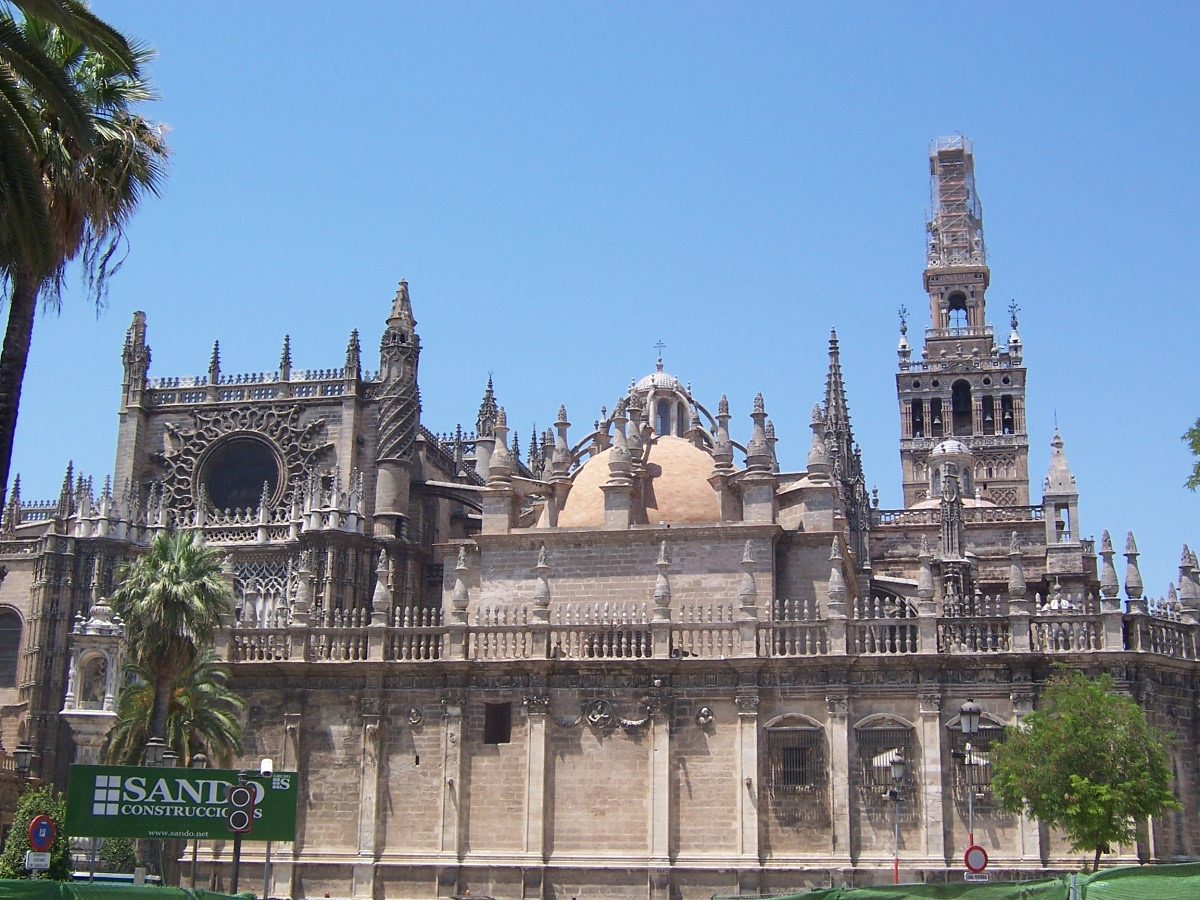
Cathedral view from Plaza del Triunfo
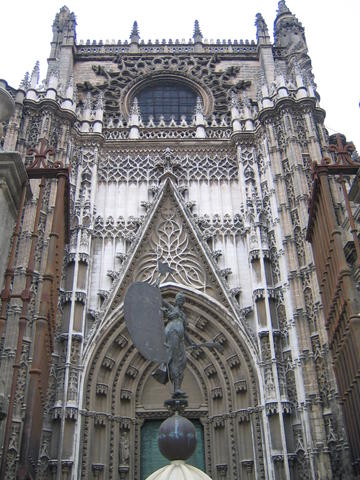
Façade of the Cathedral.
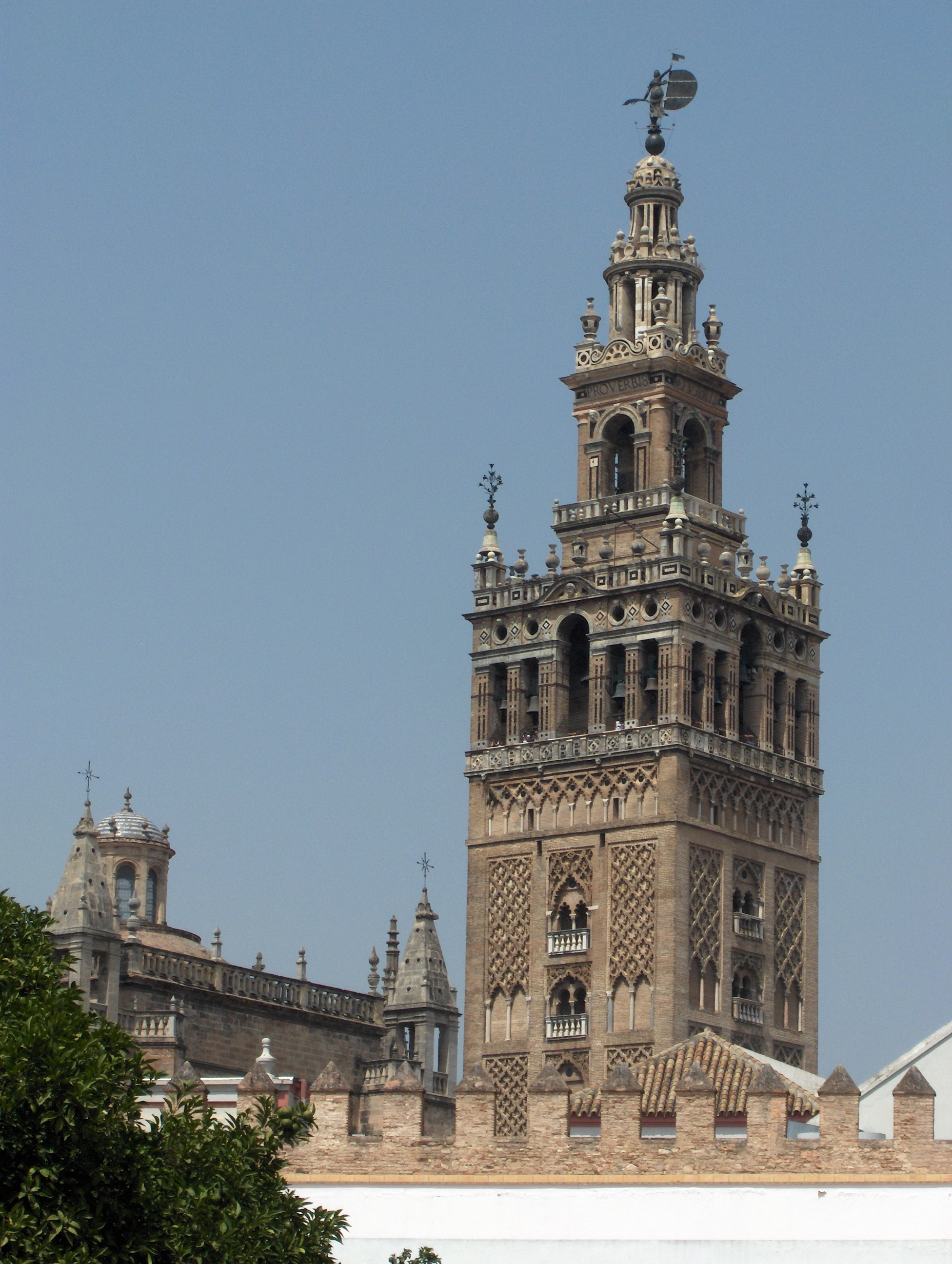
Giralda as seen from the outside wall of the Patio de los Naranjos
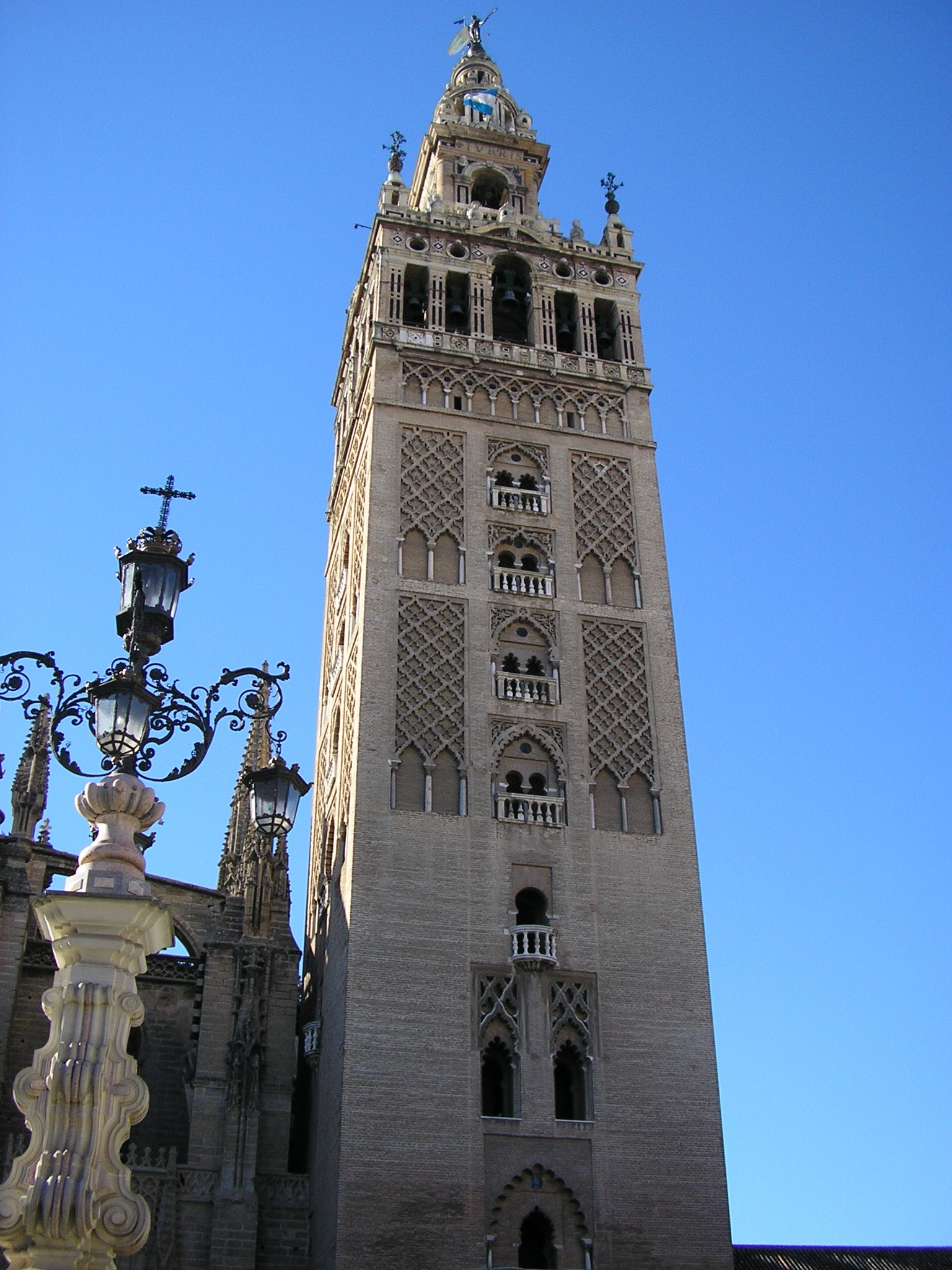
Giralda from Plaza Virgen de Los Reyes
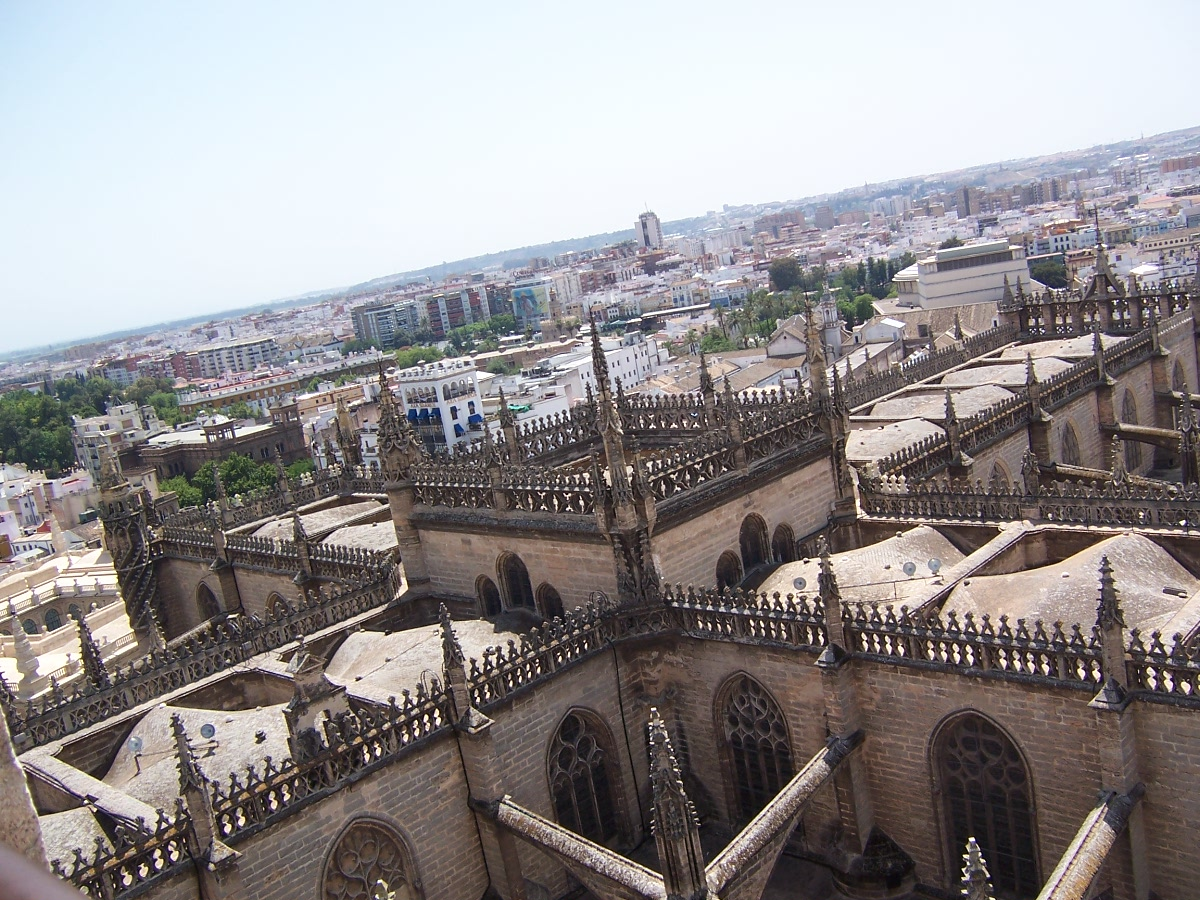
Cathedral roofs as seen from the Giralda
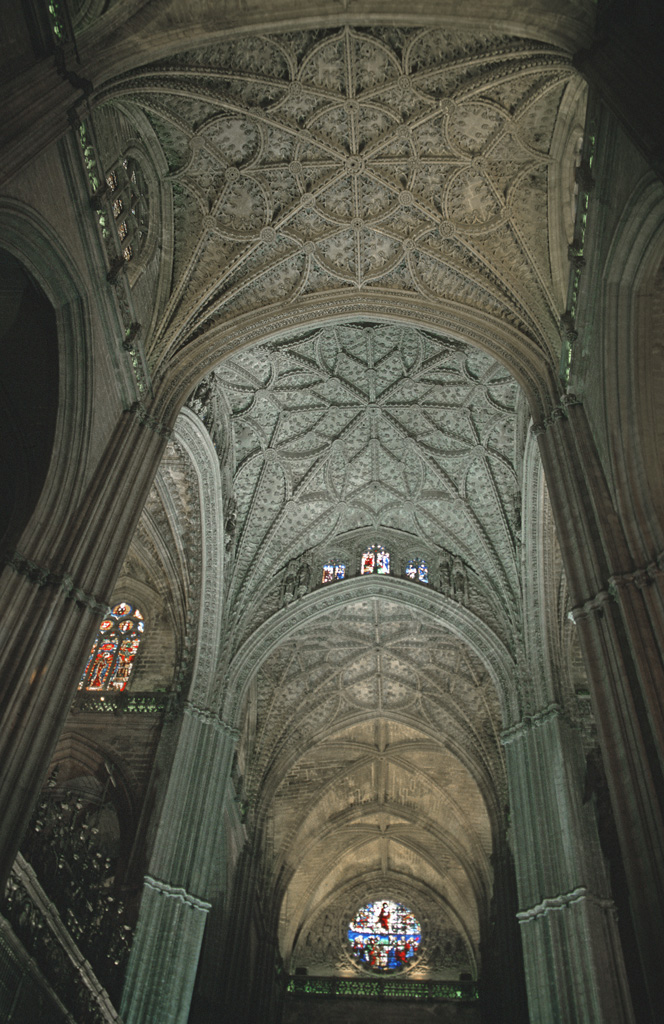
Interior of the Cathedral
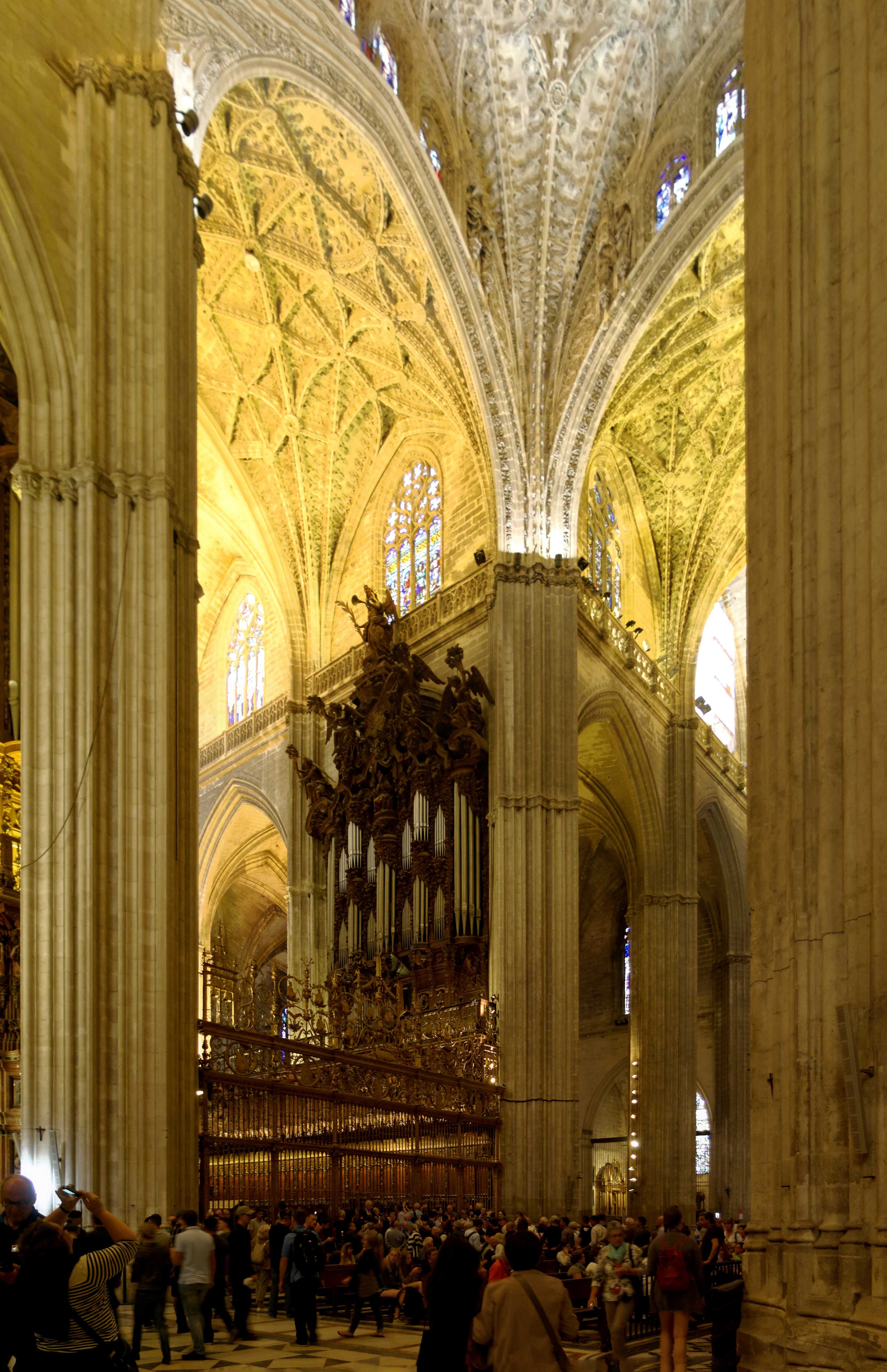
Inside the Cathedral
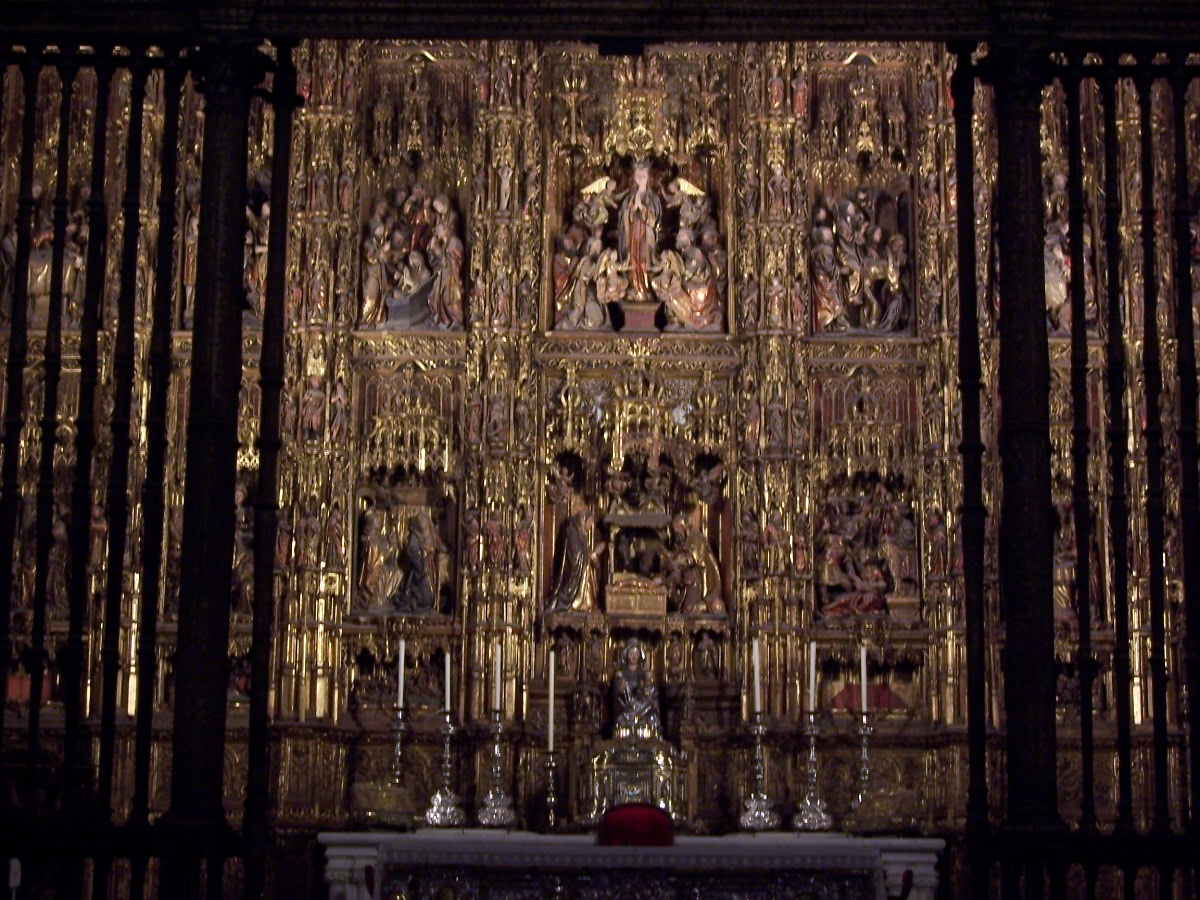
Inside the Cathedral
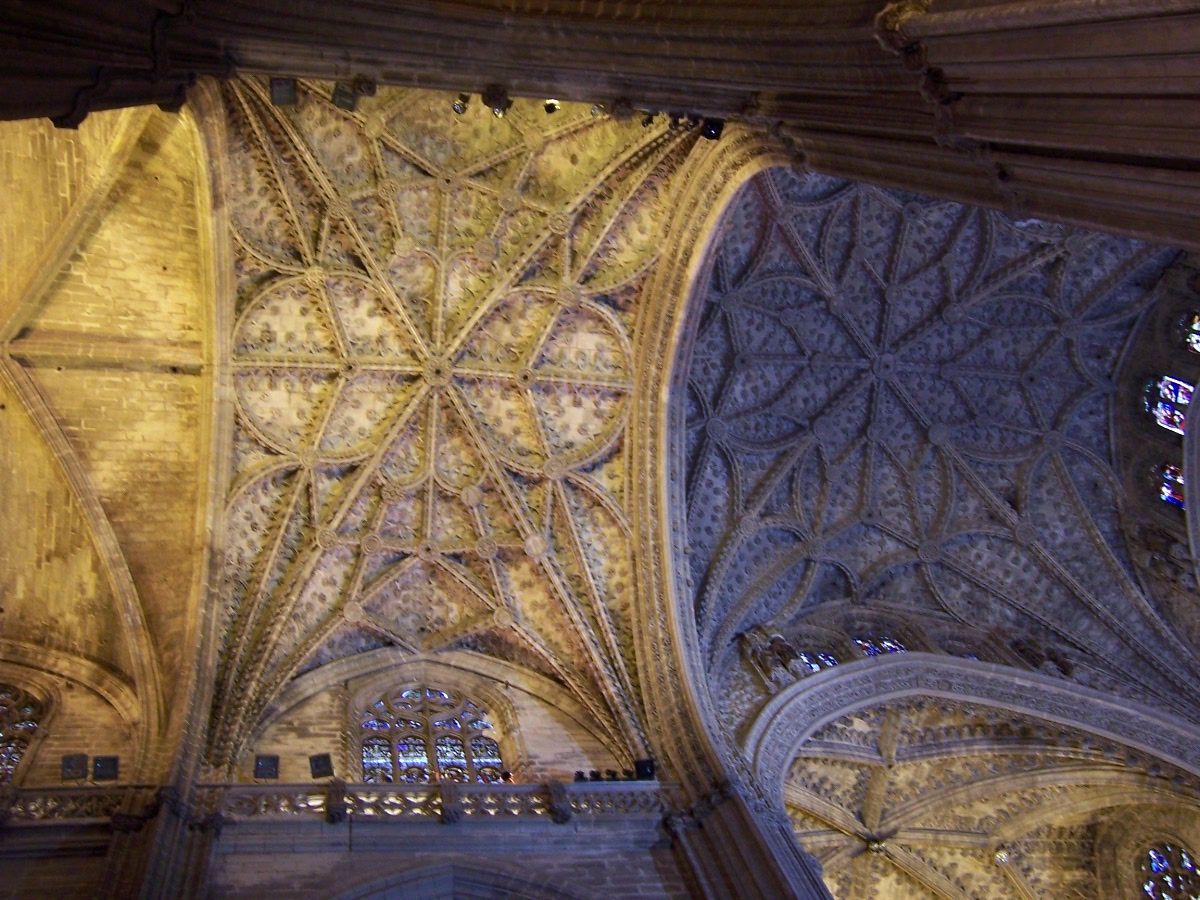
Inside the Cathedral
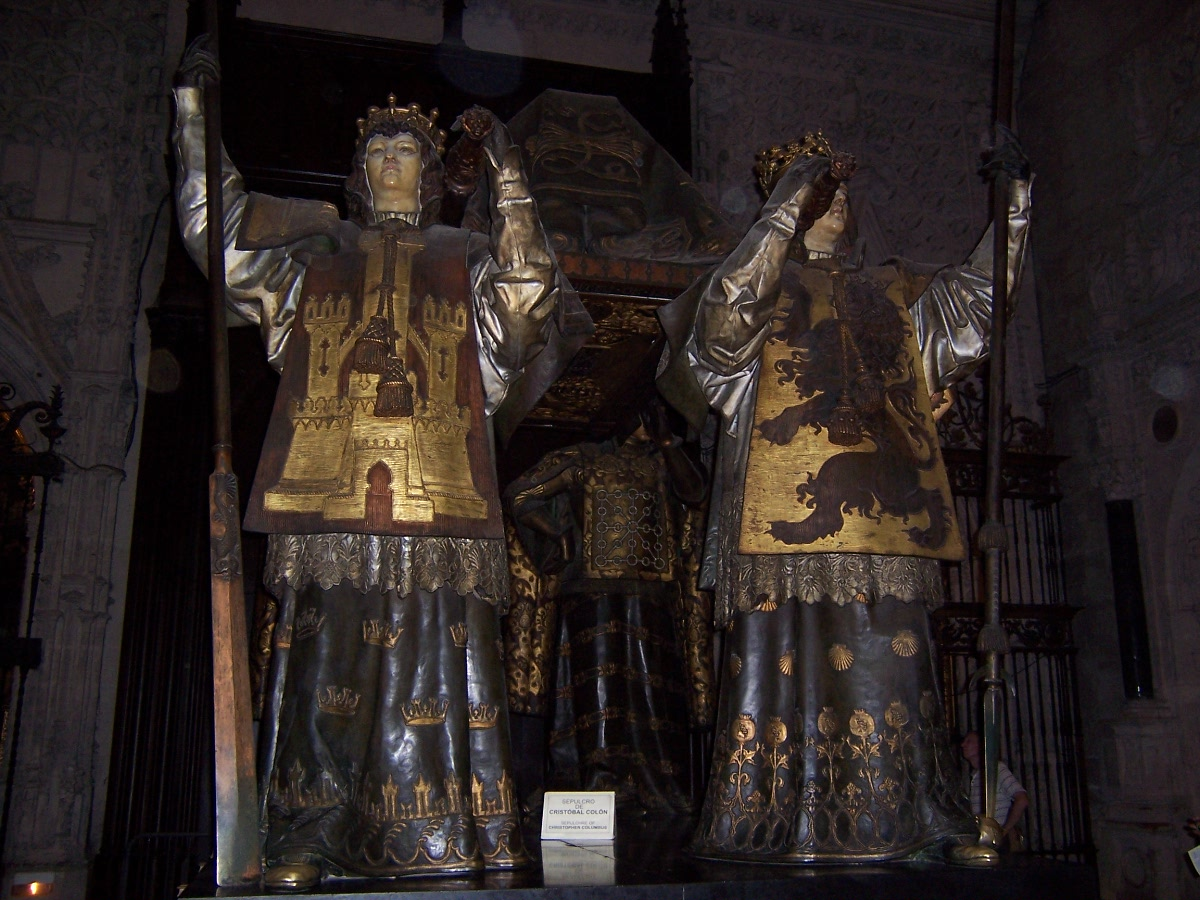
Sepulchre of Columbus
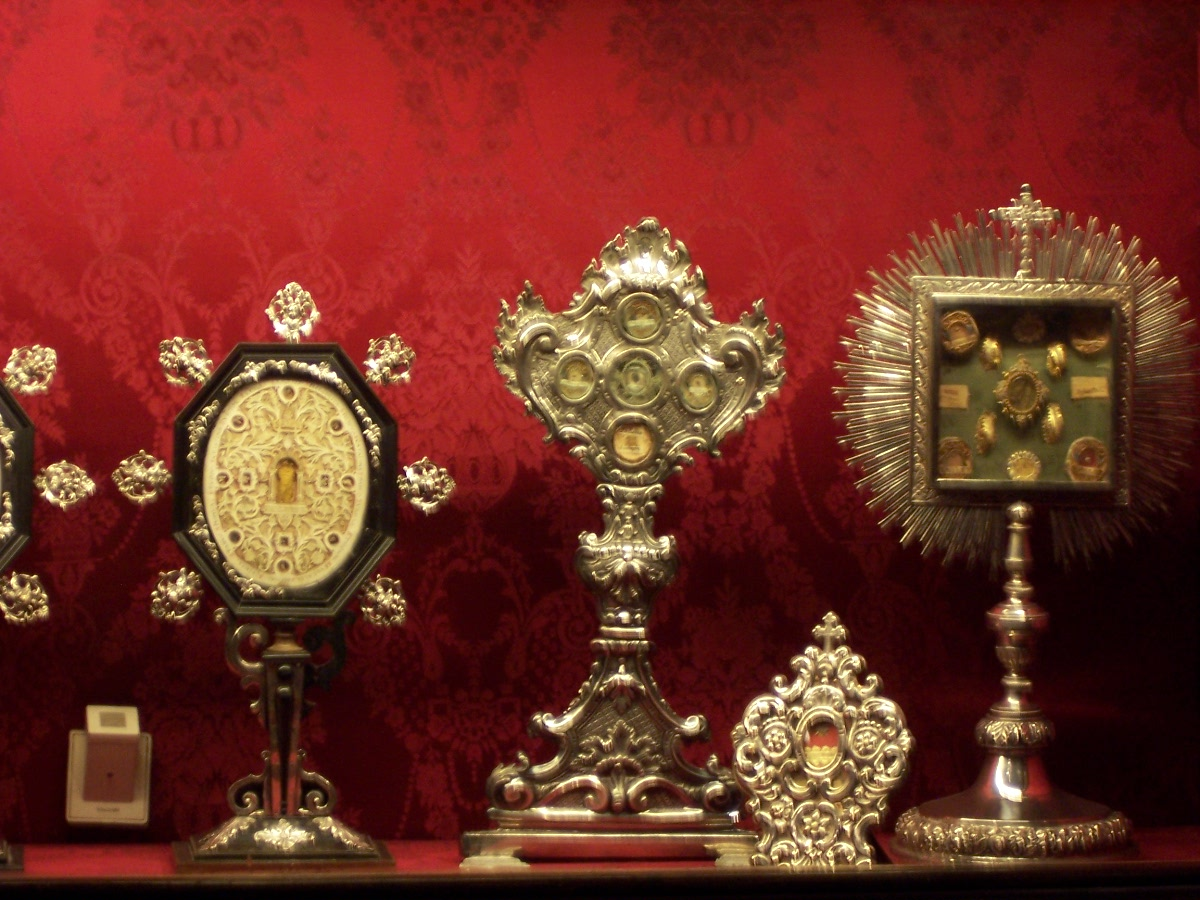
Cathedral Treasure
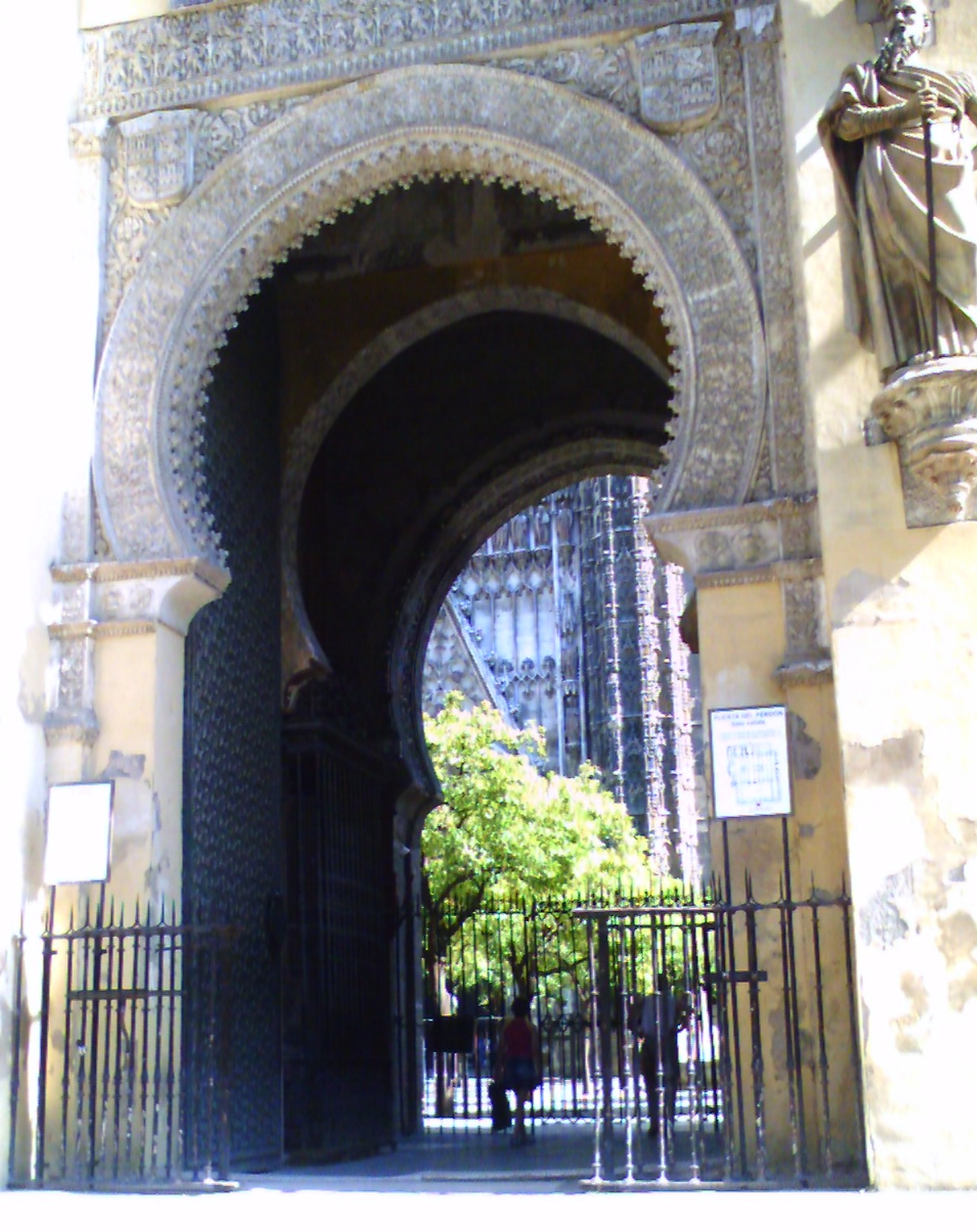
Gate to the Patio de los Naranjos, part of the old Almohad mosque, now annexed to the Cathedral.
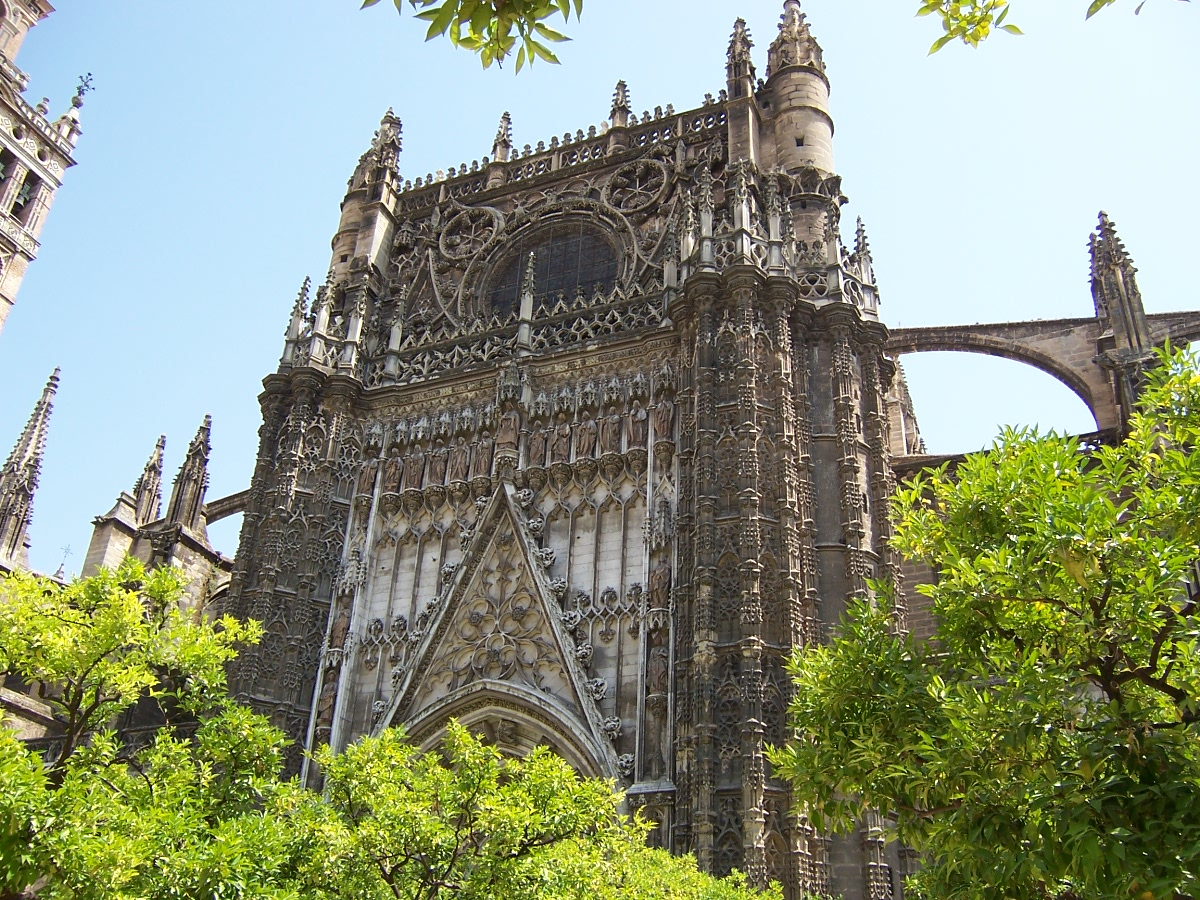
Cathedral from the Patio de los Naranjos.
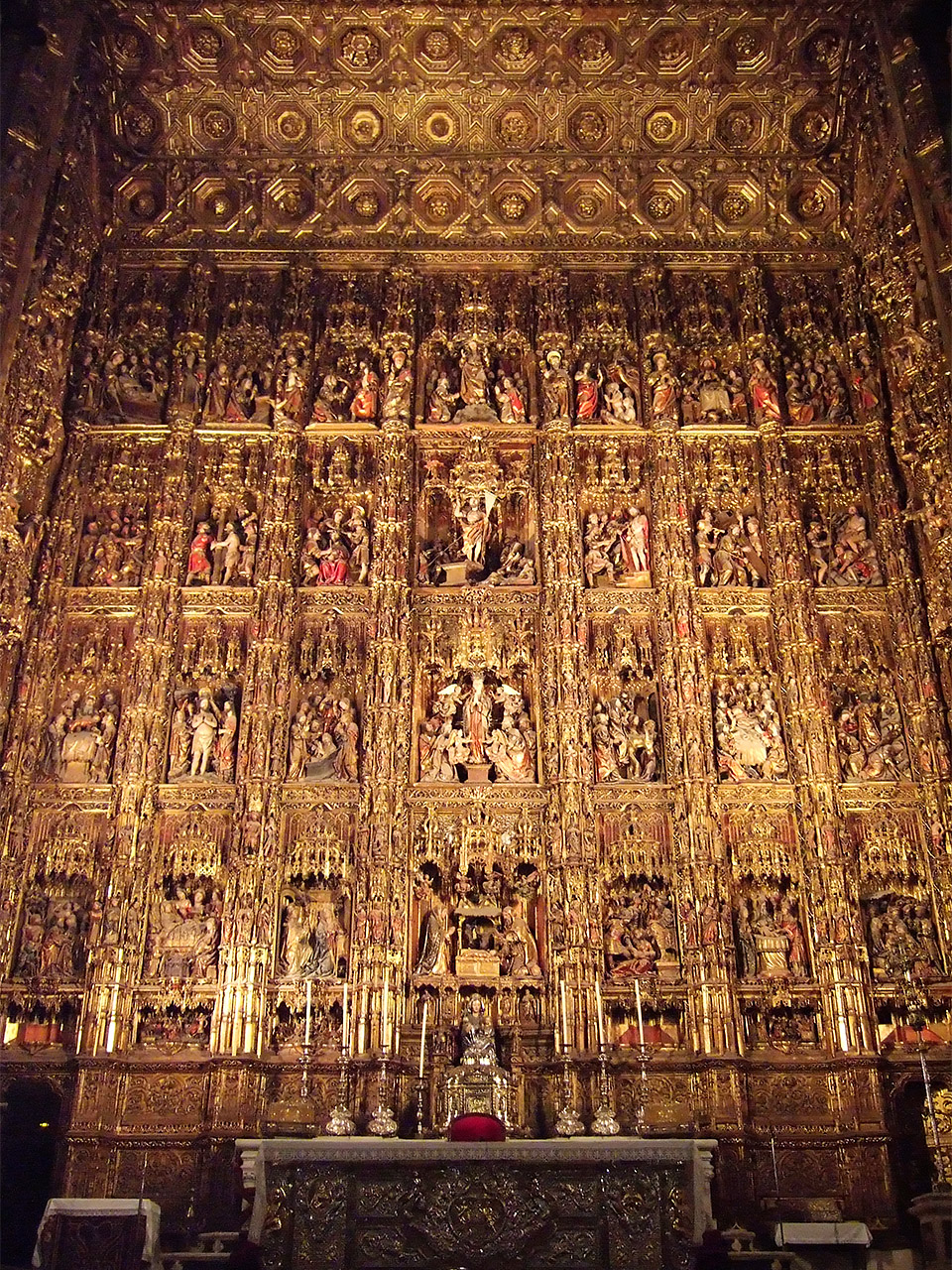
Pierre Dancart's masterpiece, considered one of the finest altarpieces in the world.
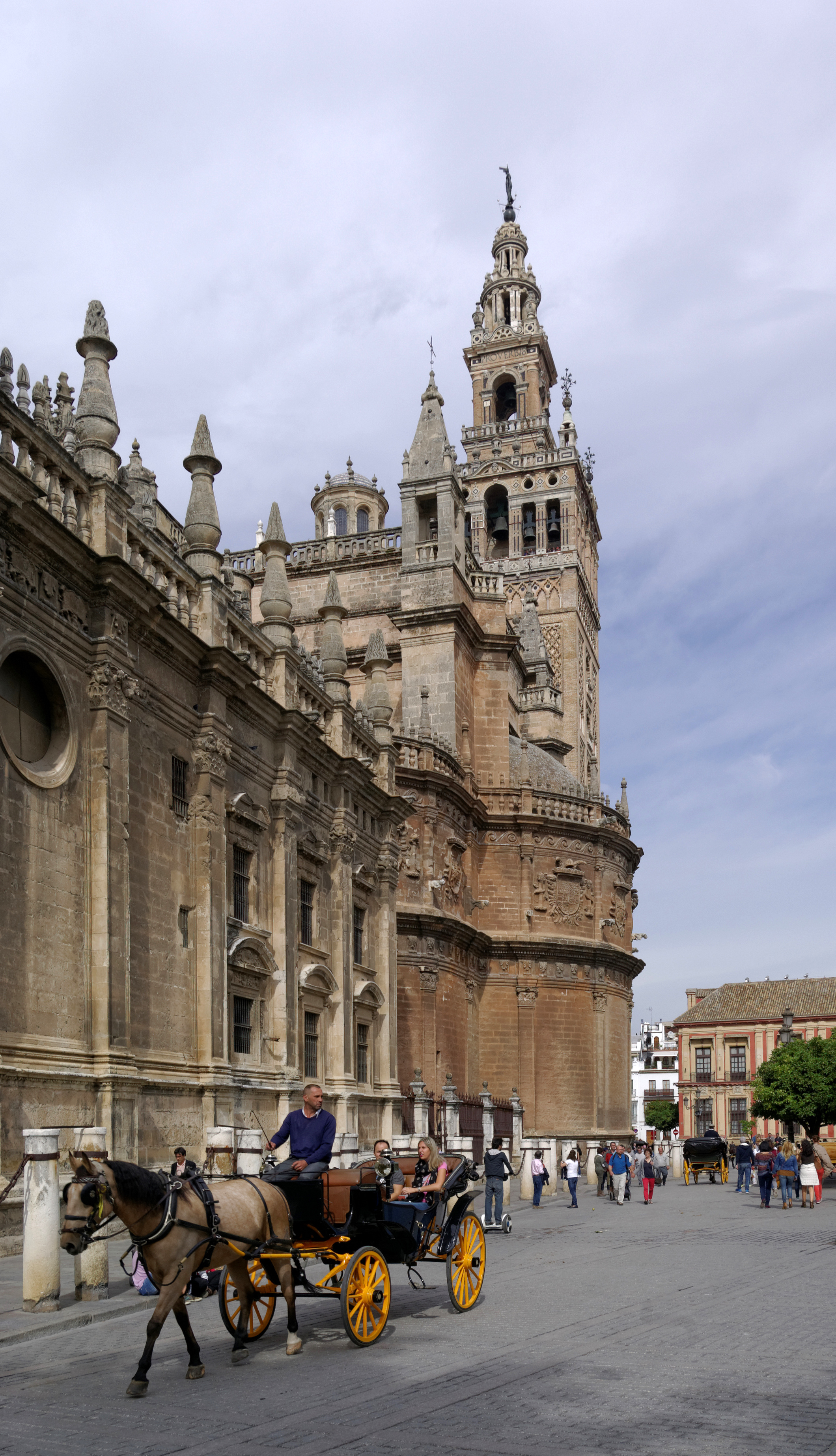
View of the Cathedral (left) and the Archivo de Indias (right)